# Dumitru Cipere
Dumitru Cipere est un boxeur roumain né le 22 octobre 1957 à Drobeta-Turnu Severin.

## Carrière
Il remporte aux Jeux olympiques d'été de 1980 à Moscou la médaille de bronze dans la catégorie poids coqs. Sa carrière de boxeur amateur est également marquée par une médaille de bronze obtenue aux championnats d'Europe de Tampere en 1981 dans la même catégorie de poids.

## Palmarès

### Jeux olympiques
- Médaille de bronze en -54 kg aux Jeux de 1980 à Moscou, URSS

### Championnats d'Europe
- Médaille de bronze en -54 kg en 1981 à Tampere, Finlande